# رامین پرهام
رامین پرهام (زاده آبان ۱۳۴۲ در کاشان) بازیگر، پژوهشگر و نویسنده ایرانی است. او نویسنده کتاب مشروطه نوین است.

## زندگی و فعالیت
رامین پرهام، زاده آبان ماه سال ۱۳۴۲ در کاشان است. وی فرزند باقر پرهام مترجم و پژوهشگر است. پرهام چهار سال پس از انقلاب ۱۳۵۷، در سن نوزده سالگی به کشور فرانسه مهاجرت کرد. پرهام، بعد از پایان دوره نخست دانشگاهی از فرانسه به ایالات متحده آمریکا رفت و دوره دکترای خود را در رشته زیست‌شناسی مولکولی گیاهان در دانشگاه ایلینوی ادامه داد. پرهام بعد از اتمام دوره دکترا به دانشگاه ویرجینیا رفت. وی هفت سال پس از تحصیلات، به فرانسه بازگشت و در بخش خصوصی در فرانسه سرگرم کار شد و سپس به نوشتن روی آورد.

## مشروطه نوین
رامین پرهام، کتابی به‌نام مشروطه نوین تألیف کرده است که در آن به شرح چگونگی رخ‌دادن جنبش مشروطه ایران می‌پردازد. همچنین پرهام در این کتاب، راه پیشرفت ایران را در تفکر نقادانه می‌داند.